# Telfairia batesii
Telfairia batesii är en gurkväxtart som beskrevs av Keraudr. Telfairia batesii ingår i släktet Telfairia och familjen gurkväxter. Inga underarter finns listade i Catalogue of Life.